# 박유한
박유한(1969년 7월 15일 ~ )은 대한민국의 기자다.

## 학력
- 서울대학교 경영학과 학사
- 서강대학교 경제대학원 석사
- 듀크대학교 미디어 펠로우 수료

## 경력
- 1994년 : 1월 KBS 부산방송총국 지역 아나운서 데뷔
- 1995년 : KBS 22기 공채 기자
- 2009년 4월 : KBS 앵커
- 2015년 : 워싱턴 특파원
- 2019년 2월 ~ 2019년 11월 : KBS 보도본부 통합뉴스룸 (정치국제) 국제부장
- 2019년 11월 ~ 2020년 5월 : KBS 보도본부 통합뉴스룸 보도기획부장
- 2020년 5월 ~ 2022년 3월 : KBS 보도본부 통합뉴스룸 경제주간
- 2022년 3월 ~ 2023년 3월 : KBS비즈니스 이사
- 2023년 3월 ~ 2023년 12월 : KBS비즈니스 대표이사
- 2024년 1월 ~ 2024년 2월 : KBS기자
- 2024년 2월 29일~: KBS 퇴사

## 진행

### 텔레비전
- 2009년 ~ 2010년 : KBS 1TV 《KBS 뉴스 9 주말》
- 2011년 ~ 2015년 : KBS 1TV 《KBS 뉴스광장 평일》